# José Luis Cruz
José Luis Cruz Figueroa (San Juancito de Las Minas, 12 de junho de 1949) é um ex-futebolista profissional hondurenho, que atuava como defensor.

## Carreira
José Luis Cruz fez parte do elenco da histórica Seleção Hondurenha de Futebol da Copa do Mundo de 1982, ele fez uma partida.